# Джеймс Вебб
Джеймс Едвін Вебб (англ. James Edwin Webb; 7 жовтня 1906 — 27 березня 1992) — американський урядовець, заступник держсекретаря у 1949—1952 роках, а також другий призначений адміністратор NASA з 14 лютого 1961 року по 7 жовтня 1968 року. Вебб керував NASA від початку правління Кеннеді до кінця адміністрації Джонсона, таким чином наглядаючи за кожною з найважливіших перших місій з екіпажем в рамках програм Меркурій і Джеміні до кількох днів до запуску першої місії Аполлон. Він також боровся з пожежею на Аполлоні-1.
У 2002 році Космічний телескоп наступного покоління (NGST) був перейменований в космічний телескоп Джеймса Вебба на честь Вебба. Космічний телескоп Джеймса Вебба запущений 25 грудня 2021 року.

## Раннє життя
Вебб народився в 1906 році в селі Таллі-Го в окрузі Ґренвілл, Північна Кароліна. Його батько був суперінтендарном публічних шкіл округу Ґренвілл. Здобув вищу освіту в Університеті Північної Кароліни в Чапел-Гілл, де отримав ступінь бакалавра мистецтв у галузі освіти в 1928 році. Входив до студентського братства Acacia. Вебб став другим лейтенантом Корпусу морської піхоти Сполучених Штатів, і служив пілотом морської піхоти на чинній службі з 1930 по 1932 рік. Потім Вебб вивчав право у Школі права Університету Джорджа Вашингтона, де отримав ступінь доктора філософії в 1936 році. У тому ж році він був прийнятий до адвокатури округу Колумбія.

## Кар'єра

### Працівник Палати представників США
Вебб розпочав свою довгу кар'єру на державній службі у Вашингтоні, округ Колумбія, працюючи секретарем Едварда В. Поу, представника Північної Кароліни, з 1932 по 1934 рік. Поу був головою комітету з регламенту та деканом Палати. За сприяння Вебба Поу мав вплив на проштовхування першого законодавчого акту «Нового курсу» Франкліна Д. Рузвельта упродовж перших ста днів правління Рузвельта. На додаток до своїх секретарських обов'язків, Вебб надавав фізичну допомогу похилому та хворому Поу.

### Помічник приватного адвоката
Потім Вебб працював помічником в офісі Олівера Макса Ґарднера, адвоката, колишнього губернатора Північної Кароліни і друга президента Рузвельта, з 1934 по 1936 рік. Ґарднер підтримував Вебба наприкінці навчання в школі права.
Під час скандалу з авіапоштою в 1934 році уряд припинив перевезення авіапошти приватними авіакомпаніями. Група керівників авіакомпаній на чолі з Томасом Морґаном, президентом компанії Sperry Gyroscope в Брукліні, найняла фірму Ґарднера, щоб представляти їх. Успішне вирішення справи призвело до відновлення контрактів з приватними авіакомпаніями.

### Директор з персоналу Sperry Gyroscope
За результатами їхньої взаємодії Sperry Gyroscope найняли Вебба як директора з персоналу та помічника Томаса Морґана, президента Sperry. У 1936—44 роках Вебб став секретарем-скарбником, а потім і віцепрезидентом Sperry. За час його перебування на посаді компанія Sperry розширилася з 800 співробітників до понад 33 000 і стала основним постачальником навігаційного обладнання та бортових радіолокаційних систем під час Другої світової війни.

### Повторна служба у морській піхоті
Хоча на початку війни Вебб хотів знову піти в морську піхоту, його відхилили через важливість його роботи в Sperry для війська. Однак у 1944 йому було дозволено знову піти на службу в морську піхоту, де він став командувачем Marine Air Warning Group One, 9th Marine Aircraft Wing, спочатку як капітан, а потім майор. Його поставили керувати радіолокаційною програмою для вторгнення на материкову частину Японії. Він отримав наказ виїхати до Японії 14 серпня 1945 року, але його накази були відкладені, а капітуляція Японії 2 вересня 1945 року означала, що він так і не був у бою.

### Бюро бюджету
Після Другої світової війни Вебб повернувся до Вашингтона, округ Колумбія, і деякий час обіймав посаду виконавчого помічника Ґарднера, нині заступника міністра фінансів, перед тим як був призначений директором Бюро бюджету в Офісі президента США — цю посаду він обіймав до 1949 року. Ґарднер і міністр фінансів Джон Снайдер рекомендували Вебба Труменові для призначення на цю посаду. Через зв'язок Вебба з Міністерством фінансів, його призначення розглядалося як підпорядкування Бюро фінансів Міністерству фінансів. Його призначення здивувало Вебба, якому не повідомили про остаточне рішення про це призначення. (Під час оголошення про призначення Трумен забув ім'я Вебба і змушений був його підглянути).
Бюро бюджету щороку готувало пропонований Президентом бюджет для представлення Конгресу. Мета бюджету Трумена полягала в тому, щоб привести його в рівновагу після великих витрат Другої світової війни.

### Державний департамент
Далі президент Гаррі Трумен призначив Вебба на посаду заступника держсекретаря в Державному департаменті США, на яку той заступив у січні 1949 року. Першим завданням Вебба від секретаря Діна Ачесона була реорганізація Департаменту, додавання 12 нових президентських посадових осіб та зменшення повноважень підлеглих службовців. Вебб також консолідував потік зовнішньополітичної інформації та розвідувальних даних через секретаріат. Коли нова організація набула чинності в червні 1949 року, Департамент, який втрачав владу та вплив на військових, посилив свої зв'язки з Президентом.
У той час перед Держдепартаментом стояло питання, чи можна стримати Радянський Союз лише дипломатичними засобами, чи знадобляться військові. Пол Нітце, як директор з політичного планування, написав секретну записку NSC 68, в якій обстоював нарощування військових сил НАТО. Хоча міністр оборони Луїс А. Джонсон виступав проти збільшення оборонного бюджету, Вебб домігся, що Трумен переконав його підтримати рекомендації NSC 68.
25 червня 1950 року північнокорейська армія вторглася в Південну Корею. Вебб і секретар Ачесон розробили три рекомендації: залучити Організацію Об'єднаних Націй, відправити ВМС Тихоокеанського флоту в Жовте море і санкціонувати удар ВПС по корейських танках. Трумен негайно виконав перші дві рекомендації, але відклав застосування сили на кілька днів. Міністерство оборони було звинувачене у недостатній готовності США, а Джонсон намагався звинуватити Ачесона. Вебб працював зі своїми контактами в Конгресі та іншими, щоб переконати Трумена замінити Джонсона, а Джорджа Маршалла покликали з пенсії на посаду міністра оборони.
У 1950—1952 роках, згідно з правилами Державного департаменту, запровадженими в 1947 році, Вебб був на керівній посаді у період, який пізніше почали називати «лавандовим переляком», під час якого сотні співробітників ЛГБТК були звільнені з департаменту. Записи показують, що Вебб зустрівся з президентом Труменом 22 червня 1950 року, щоб визначити, як Білий дім, Держдепартамент і комітет Гої можуть «працювати разом над гомосексуальним розслідуванням», і Трумен погодився надіслати двох помічників Білого дому з Веббом на зустріч з комітетом Гої для визначення способу роботи. Чистки державних службовців ЛГБТК тривали протягом усього перебування Вебба на посаді в Держдепартаменті, а підлеглі Вебба продовжували повідомляти про звільнення десятків працівників ЛГБТК у 1950—1952 роках.
У 1950 році Вебб заснував альянс з університетськими вченими, «Проєкт Троя», щоб посилити можливості ведення Сполученими Штатами психологічної війни, зокрема, вивчаючи, як обійти спроби Радянського Союзу перешкодити мовленню «Голосу Америки».
Поки увага Департаменту була зосереджена на Корейській війні, вплив Вебба послабився. Як автор NSC 68 Нітце став головним радником секретаря Ачесона, і непорозуміння між Веббом і Нітце призвело до того, що Нітце зовні закликав Вебба до відставки. Хоча ця ситуація минулася, Вебб почав страждати від мігрені і пішов у відставку в лютому 1952 року.
Вебб покинув Вашингтон і пішов працювати у Kerr-McGee Oil Corp. в Оклахома-Сіті, але все ще був активним в урядових колах, наприклад, працював в Комітеті Дрейпера в 1958 році.

### НАСА

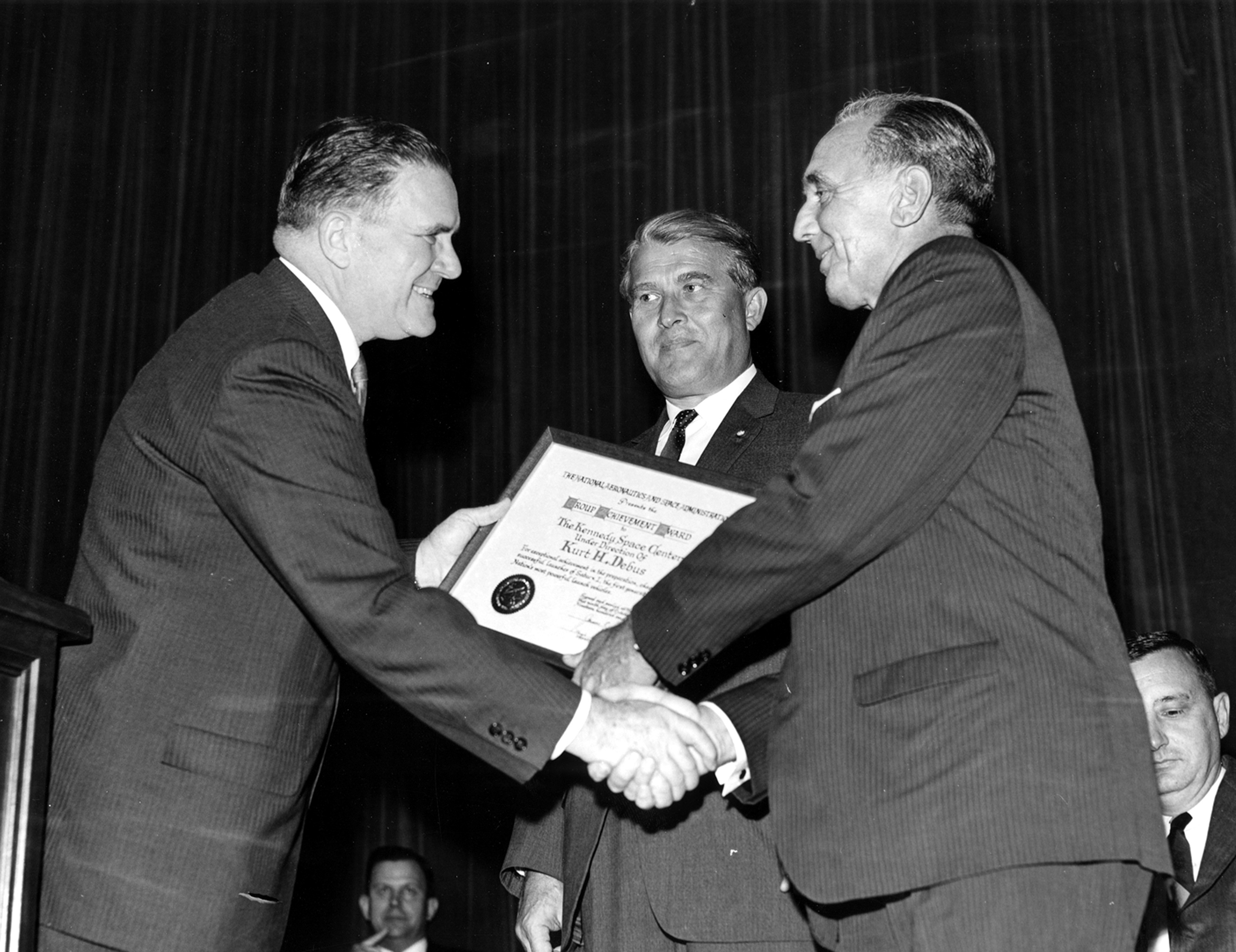
Вебб вручає нагороду НАСА за досягнення групи директору космічного центру Кеннеді Курту Г. Дебусу, на нього дивиться Вернер фон Браун (у центрі).

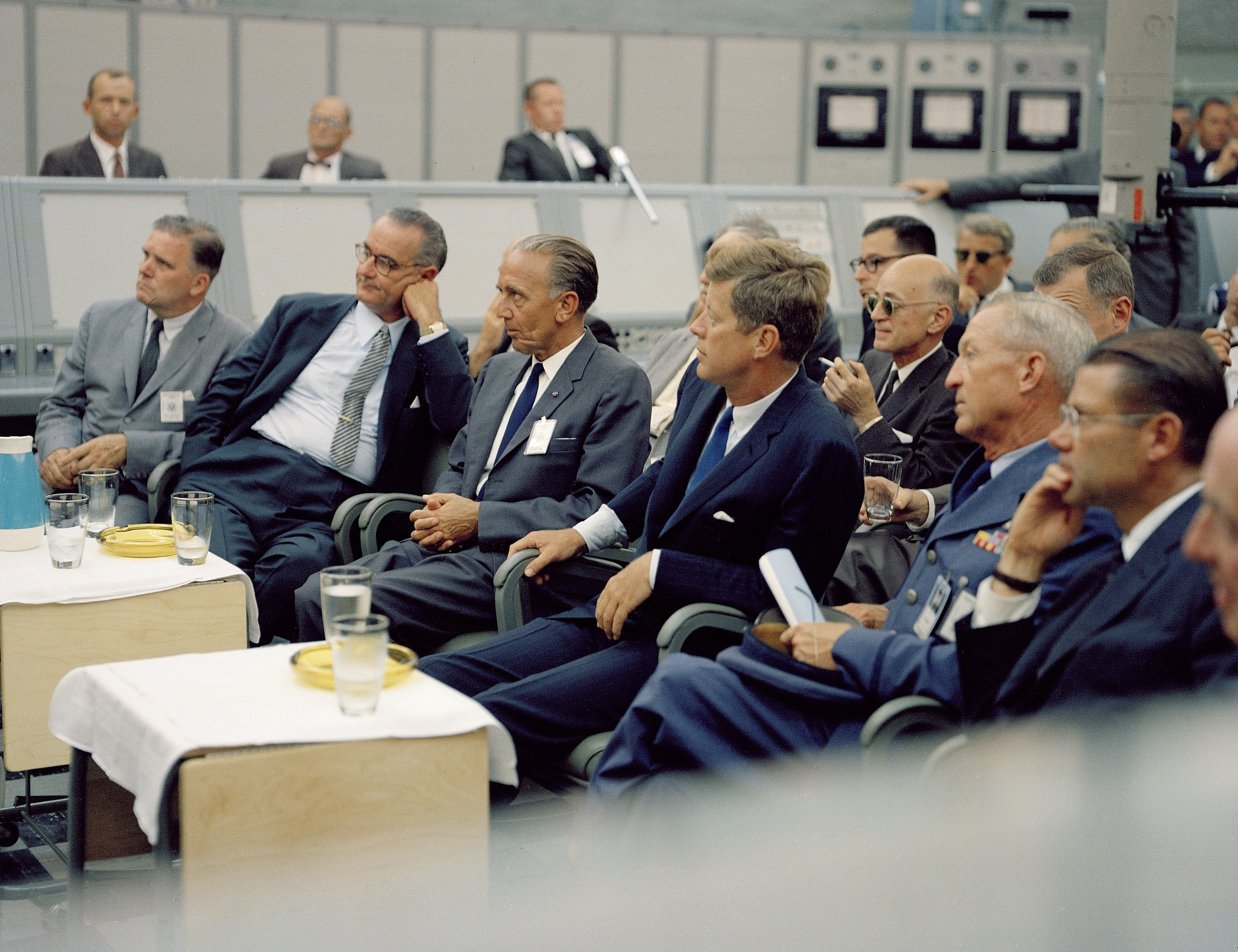
Вебб, віцепрезидент Ліндон Джонсон, Курт Дебус і президент Джон Ф. Кеннеді на брифінгу щодо запуску Сатурна-1 під час екскурсії по стартовому комплексу 34, вересень 1962 року.

14 лютого 1961 року Вебб погодився прийняв від президента Джона Ф. Кеннеді призначення адміністратором НАСА, перебравши повноваження від тимчасового директора Г'ю Л. Драйдена, заступника адміністратора. Вебб керував досягненням мети, поставленої Кеннеді — висадити американця на Місяць до кінця 1960-х років за допомогою програми «Аполлон».
Упродовж семи років після оголошення Кеннеді 25 травня 1961 року про мету висадки людини на Місяць до жовтня 1968 року Вебб лобіював підтримку NASA в Конгресі. Як давній інсайдер у Вашингтоні та за підтримки президента Ліндона Джонсона, він зміг забезпечити постійну підтримку та ресурси для Аполлона.
Під час його правління NASA перетворилося з вільного набору дослідницьких центрів на скоординовану організацію. Вебб відіграв ключову роль у створенні Центру пілотованих космічних кораблів (пізніше — Космічного центру Джонсона) у Г'юстоні. Незважаючи на тиск зосередитися на програмі Аполлон, Вебб забезпечив, щоб NASA продовжувала програму дослідження планет за допомогою космічних програм Марінер і Піонер.
Після аварії Аполлона-1 у 1967 році Вебб сказав ЗМІ: «Ми завжди знали, що щось подібне рано чи пізно станеться… Хто б міг подумати, що перша трагедія станеться на землі?» Вебб пішов до Джонсона і попросив НАСА дозволити розслідувати аварію та керувати відновленням після неї відповідно до процедури, яка була встановлена після аварії в польоті на Джеміні-8. Він пообіцяв бути правдивим в оцінці провини, навіть власної чи керівництва NASA, де це доречно. Агентство вирішило з'ясувати деталі трагедії, виправити проблеми та продовжити роботу над висадкою Аполлона-11 на Місяць.
Вебб повідомляв про висновки комісії з розслідування різним комітетам конгресу, і майже на кожному зібранні він брав провину на себе. Чи то випадково, чи за задумом, Вебб зміг відвернути деяку негативну реакцію щодо аварії як від НАСА як агентства, так і від адміністрації Джонсона. В результаті імідж NASA і підтримка громадськості в основному не постраждали.

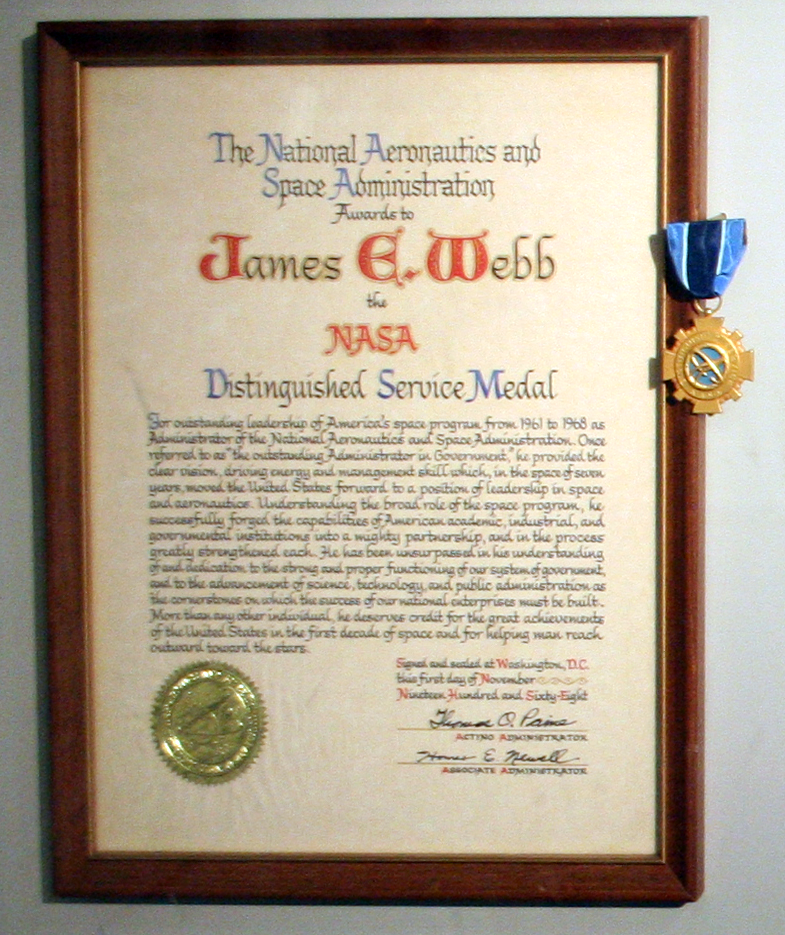
Нагорода/Медаль НАСА за видатні заслуги, 1 листопада 1968 року

Вебб був демократом, тісно пов'язаним з Джонсоном, і оскільки Джонсон вирішив не балотуватися на переобрання, Вебб вирішив піти з посади адміністратора, щоб дозволити наступному президенту, республіканцю Річарду Ніксону, вибрати свого власного адміністратора.
У 1968 році джерела ЦРУ повідомили Вебба, що Радянський Союз розробляє власну важку ракету Н-1 для пілотованої місії на Місяць, і він доручив NASA підготувати Аполлон-8 до можливої місії на місячній орбіті того року. У той час деякі люди сумнівалися в твердженнях Вебба про можливості Радянського Союзу, й Н-1 отримала прізвисько «гігант Вебба». Однак пізніші одкровення про радянську місячну програму після розпаду Радянського Союзу підтвердили висновок Вебба. Вебб покинув NASA в жовтні 1968 року, якраз перед першим польотом людини в програмі Аполлон.
Спираючись на свій досвід NASA, Вебб видав книжку «Управління космічною епохою: великомасштабний підхід» (1969), в якій він представив космічну програму як модель успішного управління, яку можна розширити для вирішення основних суспільних проблем.
У 1969 році Джонсон вручив Веббу Президентську медаль свободи. Він став лауреатом Золотої медалі Ленглі від Смітсонівського інституту 1976 року.

## Пізніше життя
Після виходу на пенсію з NASA Вебб залишився у Вашингтоні, округ Колумбія, працюючи в кількох консультативних радах, у тому числі в якості регента Смітсонівського інституту. У 1981 році Військова академія Сполучених Штатів у Вест-Пойнті нагородила його премією Сільвануса Теєра за відданість своїй країні.
Вебб помер у 1992 році і був похований на Арлінгтонському національному кладовищі.

## Особисте життя
Вебб одружився з Петсі Ейкен Дуглас у 1938 році, у них народилося двоє дітей. Вебб був масоном.

## Спадщина
Ден Лоріа зіграв Вебба у мінісеріалі 1998 року «Від Землі до Місяця».
Кен Странк зіграв Вебба у фільмі 2016 року «Приховані фігури».
Космічний телескоп Джеймса Вебба, спочатку відомий як Космічний телескоп наступного покоління, був перейменований на честь Вебба в 2002 році. Цей телескоп НАСА, запущений 25 грудня 2021 року, описується як наступник космічного телескопа Габбл.
У березні 2021 року коментар у журналі Scientific American закликав NASA перейменувати космічний телескоп Джеймса Вебба, стверджуючи, що Вебб був причетним до усунення Держдепартаментом осіб ЛГБТК із посад федеральних службовців. У липні 2021 року в журналі Nature з'явилася стаття про перейменування телескопа. Вчені, які виступали проти називання телескоп на честь Вебба, вказали на справу аналітика бюджету NASA Кліффорда Нортона, якого в 1963 році звинуватили в гомосексуальній поведінці, заарештували та звільнили, а NASA назвало його підозрювану поведінку «аморальною, непристойною та ганебною». Хоча критики стверджували, що Веббу було б важко не знати про ці провадження, прямих доказів не виявилося. Астрофізик Хакім Олусеї написав статтю, в якій говорилося, що початкові звинувачення в тому, що Вебб був частиною «лавандового переляку», були засновані на цитаті, приписуваній Веббу, яку він ніколи не говорив, і що доказів участі Вебба в дискримінації геїв практично немає. 30 вересня 2021 року NASA оголосило, що збереже назву JWST, оскільки проведене розслідування не знайшло «наразі жодних доказів, які б виправдовували зміну назви».